# تايلور واشنطن
تايلور واشنطن (بالإنجليزية: Taylor Washington)‏ (16 أغسطس 1993 بنيويورك في الولايات المتحدة - ) هو لاعب كرة قدم أمريكي في مركز الدفاع. لعب مع فيلادلفيا يونيون وبثلهام ستييل وD.C. United U-23 ‏ وWorcester Hydra ‏.

## روابط خارجية
- تايلور واشنطن على موقع الدوري الأمريكي (الإنجليزية)
- تايلور واشنطن على موقع قاعدة بيانات كرة القدم.إي يو (الإنجليزية)
- تايلور واشنطن على موقع Soccerway.com (الإنجليزية)
- تايلور واشنطن على موقع AS.com (الإسبانية)